# Elantris
Elantris är en fantasyroman av den amerikanske fantasy- och science fiction-författaren Brandon Sanderson. Boken gavs ut första gången 21 april 2005 av Tor Books och är Sandersons första utgivna bok. Boken fick överlag ett positivt mottagande och har översatts till flera språk. Två relaterade verk, Hope of Elantris och The Emperor's Soul, har utgivits, och ytterligare två romaner i serien har utannonserats.
Historien följer tre huvudpersoner: Prins Raoden av Arelon, prinsessan Sarene av Teod och prästen Hrathen av Fjorden. I början av historien får Raoden en besvärjelse över sig och genomgår en förvandling känd som Shaod, vilket i hemlighet tvingar honom till exil i staden Elantris. Detta sker endast dagar innan hans trolovade, prinsessan Sarene av Teod, anländer till Arelon för deras vigsel. Medan Raoden försöker undvika fientliga grupper, hålla sig mentalt stabil och ena invånarna i Elantris tvingas Sarene uthärda förlusten av sin blivande make och försöka rädda Arelon från Hrathen, en präst med siktet inställt på att konvertera hela Arelon till Fjordens rådande religion eller låta landet falla samman.